# Gaël Touya
Gaël Roger Touya (ur. 23 października 1973 w La Rochelle) – francuski szermierz, szablista, złoty medalista olimpijski i dwukrotny medalista mistrzostw świata.
Na igrzyskach olimpijskich w Atenach w 2004 roku reprezentacja Francji w składzie: Julien Pillet, Damien Touya i Gaël Touya zdobyła złoty medal w rywalizacji drużynowej. W rywalizacji indywidualnej zajął tam 19. pozycję.
Na mistrzostwach świata w Kapsztadzie w 1997 roku wspólnie z Damienem Touyą, Jean-Philippe'em Daurelle'em i Mathieu Gourdainem wywalczył złoty medal w zawodach drużynowych. W tym samym składzie Francuzi zdobyli srebrny medal w rywalizacji drużynowej podczas rozgrywanych rok później mistrzostw świata w Chaux-de-Fonds.
Jego brat, Damien, oraz siostra Anne-Lise także byli szermierzami.